# Spezzeremo le reni
L'expression « Spezzeremo le reni » se traduisant par « Nous briserons les reins » est un célèbre slogan fasciste, demeuré depuis dans la langue italienne comme une manière de parler généralement ironique.
Le 18 novembre 1940 était le jour de l'anniversaire des sanctions économiques prises par la Société des Nations contre l'Italie. À cette occasion, à deux semaines de l'invasion italienne de la Grèce, le dictateur Benito Mussolini tint un discours belliqueux aux Italiens du balcon du Palazzo Venezia à Rome. Il prononça ces mots :

« J'avais dit que nous briserions les reins du Négus. Maintenant, avec la même absolue certitude, je répète — absolue —, je vous dis que nous briserons les reins à la Grèce. »

L'expression est peut-être inspirée de la morphologie des deux péninsules : en effet, le talon de la péninsule italienne est proche du centre de la Grèce. En réalité, une partie du succès de ce slogan retentissant est dû à la disproportion manifeste entre les paroles de Mussolini et le résultat d'une invasion qui, dès les premières semaines, s'annonçait comme un cuisant échec.
Aujourd'hui, cette expression existe encore, mais surtout en tant que parodie du style militaire fasciste.
D'un point de vue sémantique, il faut relever l'usage métaphorique de spezzare le reni, qui contribue vigoureusement à l'efficacité de la formule.

## Sources
- (it) Cet article est partiellement ou en totalité issu de l’article de Wikipédia en italien intitulé « Spezzeremo le reni » (voir la liste des auteurs).